# 中土居宏宜
中土居 宏宜（なかどい ひろき、1985年7月26日 - ）は、大阪府藤井寺市出身の美容師・元歌手・元俳優。
4人組ダンスボーカルユニット「Lead」のリーダーを務めた。2009年頃よりソロでの俳優業・モデル業も本格化させていたが2013年に芸能界を引退した。血液型はAB型。ヴィジョンファクトリーに所属していた。
※Leadとしての活動・実績はLeadを参照

## 来歴
- 2001年、第14回ジュノンスーパーボーイコンテストに応募。しかし、結果は24位で最終選考会に進むことはできなかった。（ちなみに、この年のグランプリはWaTの小池徹平）
- 2002年、同じダンススクールでユニットを組んでいた谷内伸也、鍵本輝、そして「九州・沖縄 スターライトオーディション2002」で審査員特別賞を受賞した古屋敬多の3名と共に「Lead」を結成。同年に歌手デビューも果たし、本格的な芸能活動をスタートした。
- 2013年3月、「Lead」を卒業し、芸能活動からも引退した。最後の活動は3月30日のZepp Tokyoで開催されたファンクラブイベントであった[1]。
- 芸能界引退前に美容師免許を取得し引退後はフリーランスの美容師として活動していたが、2019年11月1日に世田谷区用賀でhair✂︎salon 『heena』を独立開業した。

## 人物
- 容姿が幼いため、メンバー最年長でありながら、初対面の人からは最年少に見られることが多い。
- グイグイ引っ張るのではなく、メンバーを優しく見守りながら背中を見せて引っ張るタイプのリーダー（メンバー談）。
- ダンスはもちろん、学生時代には空手やバスケットボールの経験があり、デビュー後はキックボクシングを習いにいくなど、運動神経には自信がある。コンサートでは得意のバック転もたびたび披露している。
- 実家は美容室を営んでおり、兄と弟がいる。ちなみに田舎である広島県で出生したため、プロフィールに「広島県出身、大阪府育ち」と表記されることがある。
- 11歳違いの弟を溺愛している。弟が生まれた頃（宏宜本人は小学5年生）、両親が共働きで兄も部活に明け暮れていた為、ミルクをあげたりおしめを替えたりとずっと面倒を見ていた。弟が家庭科で作ってプレゼントしてくれたマフラーは今でも大切に持っている。弟との電話の時はお兄さんらしい優しい声になり、誕生日にはiPodを買ってあげるなどしている。
- デビュー当時から誌面などでA型と間違えて表記され続けていた。ラジオでAB型だと告白するまで、告白していいものかと悩んでいた。
- 「ヒカリゴケ」の国沢一誠は、同郷の大親友である。
- 競馬好きをいたる所で公言しており、ディープインパクトのことを敬愛している。老後の夢は北海道に移り住んで、牧場を経営して馬の世話をすること。
- 優しい性格のため涙もろく、年2回おこなっているコンサートツアーや『新春かくし芸大会』では涙を流す姿がたびたび見られた。20歳の誕生日を迎える前日に、仕事帰りの飛行機の中で一人涙して親孝行を決意したというエピソードもある。しかし、2008年頃からはその姿を全く見せなくなり、逆に感極まっているメンバーをフォローしている。
  - 引退ライブでは泣かないと発言していたが、感極まって号泣してしまった。
- PV撮影でサイパンに行った時、発熱のためメンバーが海で遊んでいるのを尻目に、ホテルで一日中寝ていた。野菜があまり好きではなく、自称「病弱体質」。
- 愛用している香水はCHANELの「CHANCE」。
- ピアスホールは右2つ左2つの計4つである。
- CRAIG DAVIDの大ファンで、生まれて初めて自分でチケットを購入し、一人でコンサートを観に行った。
- お酒がとても弱い（本人いわく体質に合わない）。居酒屋などに行ってもジンジャーエールかサイダーをひたすら飲んでいる。
- 好きな食べ物は母親の作るそうめんと、甘い卵焼き、梨。嫌いな食べ物は生ものと貝類（しかし、甘エビとまぐろは食べられる）。自炊もするタイプで、得意料理はハンバーグ、ロールキャベツ、親子丼、ペペロンチーノ、カルボナーラ。
- デビュー当初よりLeadメンバーは二人一組で同じマンションに住んでおり、引っ越すごとに組み合わせを変えている。同居人は谷内伸也・鍵本輝・古屋敬多（2012年10月現在）の順。
- メンバー間でギクシャクした時期があり、その頃は意識的に輪から離れていたというエピソードが、時を経て本人の口から語られている。その後のミーティングでわだかまりはなくなり、現在は仕事後にメンバーで集まってゲームをするほど良好な関係を築いているとのこと。
- 基本的にいじられキャラ。その様子は動画ブログ「導画 Lead DO-GA」でのマネージャーとのやりとりでも見受けられる。
- 近年ツアーを行っている台湾では、Leadメンバーの中で一番の人気を誇る。
- 自他共に認めるほど絵心が無く、JUNONの企画で描き続けていた絵（通称リードッグ）を犬だと告白した際は、各方面からブーイングが起きたという。だが、それを逆手にとって描き続けた結果、2010年のコンサートグッズとして発売された。また、「ひろき画伯」として個性的な動物などの絵を描き、ファンクラブ会員限定で待ち受け画面が配信されている。
- 千秋とは番組での共演をきっかけに、プライベートでの親交があり仲も良い（双方のブログより）。
  - ラストライブにも駆けつけ、中土居の引退を惜しんだ。
- リーダーということもあり、メンバー間ではいつもまとめ役を担っている。だが、あるときコンサートの映像を見て「MCのとき、司会者とゲストみたいに感じた!」とのことで、それからはMC時の進行を控えるようにしたとのこと。
- コンサートでの決め台詞は「後ろの方まで見えてんで～っ!」（額に手をかざし、足を固定して、上半身を左から右へ移すポーズ）
- アメーバブログ「ひろきの爆弾発言～中土居宏宜 等心大日記～」と事務所の携帯サイトブログ「ひろっ記」は、ここ数年間ほぼ毎日更新されており、直向な人柄を表す一つの活動となっている。また、アメブロではアイドルとしての苦悩を吐露したこともある（2009年3月2日更新「僕のきもち」）。芸能界引退後にこれらのブログが完全受注生産で書籍化されて発売された[2]。
- 人見知りの性格であること、よって芸能人の友達がほとんどいないことを公言していたが、ドラマ「タンブリング」で共演した冨浦智嗣と相馬圭祐とは意気投合し、Leadのコンサートに招くなどプライベートでの親交が続いているとのこと。
- 小学生の頃から運動能力に長けており、保護者面談などで「将来、体を動かす職業に就くといい」と促されていたとのこと。（「タンブリング」出演時のインタビューより）。
- 実年齢に信憑性がないほど愛らしく、ピーターパンと称されるようなキャラクターだが、一部俳優雑誌や「サイゾーウーマン」でダンスで鍛え抜かれた半裸を披露した。
- ドラマ「タンブリング」で共演した相馬圭祐 とは遊びに行こうと言うたびに双方のマネージャーから『口約束はもういいから！』と言われる程約束が果たせなかったが本人同士は口約束とか社交辞令という意識は全くなく二年かかりようやく有言実行出来た事を自身のブログで報告し「彼は面白い男ですよ。癖になりそうです。」と明かしている。
- 愛犬のチワワであるキングは実家で飼われているが娘と呼び度々ブログにも登場している。デビュー10周年を記念して発売された写真集「Document」等にも出演、Leadメンバーやマネージャーからも可愛がられている様子がオフショットのDVDにも収められている。

## 仕事面
- 2007年におこなったファンクラブツアーでは、自身が作詞・作曲を手がけた「さくら」という曲を発表。ファンからCD化を希望する声が多くあがり、2009年にリリースした16thシングル「ギラギラRomantic」のカップリングとして収録された。
- メンバーの鍵本輝が2008年7月クールの織田裕二主演フジテレビ系月9ドラマ「太陽と海の教室」にレギュラー出演したことを自分のことのように喜んだ一方で、その活躍に触発されて本格的に演技レッスンを始めたこと、そして積極的に俳優活動に取り組んでいきたいとの胸中を、ラジオや雑誌のインタビューで公言している。
- 好きなブランドは「montage® 」など。Smartをはじめとする男性ファッション雑誌へコンスタントに露出している。
- 2008年12月に閉館直前の新宿コマ劇場で行われたミュージカル「ZIPANGU～遥かなる道～ 」では、初舞台ながらストーリーテラーを担う役を務め、俳優として周囲の期待を高まらせた。
- 2009年1月9日より、所属事務所「ヴィジョンファクトリー」の携帯サイト内でおこなっていた自身のブログ「ひろきの爆弾発言」が、タイトルをそのままにアメーバブログへ進出。
- 2009年に入ってからは、男性ファッション誌にとどまらず、俳優誌や女性ファッション誌へソロとして立て続けに出演している。
- 2010年1月クールの毎日放送オムニバスドラマ「あり得ない!」の第10話に主演する。
- 2010年4月クールのTBS系連続ドラマ「タンブリング」に、強豪・鷲津学院のエース鶴見暁彦役で出演した。国士舘大学の現役選手の中で、遜色ない男子新体操の演技を見せ、注目を集める。また、8ヶ月間に及んだ練習に真摯に取り組む姿勢は高く評価され、加藤章一チーフプロデューサーはブログ等でたびたび「10人」（メインである烏森高校の9名に中土居を含めた表現）と口にし、「JUNON」別冊「タンブリング～青春Days～」をはじめとする様々な雑誌媒体にも10名として特集が組まれるなど、レギュラーメンバーとしての印象が強かった。
- 「タンブリング」出演直後の2010年7月28日にリリースされた、Leadの17thシングル「SPEED STAR★」のPVでもバック転などを披露しており、そのシーンが含まれた着ムービーは、レコチョクのウィークリーランキングで1位を獲得。また、リリースイベントで披露した鹿倒立は翌日のスポーツ新聞各紙で取り上げられ、その後のLeadの全国ツアーや事務所主催のダンスイベント「UNITED～RISING DANCE FESTIVAL～」では青森大学や国士舘大学の男子新体操部員と共演するなど、ドラマの経験を演技以外の舞台でも発揮している。
- 前出のシングル「SPEED STAR★」では、オリコンのウィークリーチャートで同日発売のレミオロメンやJUJUなど強豪を退けており、更なるソロ活動によるテレビへの露出と、認知度の向上に期待が寄せられている。
- 2010年9月には舞台「タンブリング」に、烏森高校の9名とともに日替わりゲストとして出演し、ドラマの5年後の設定で再び鶴見を演じた（大東俊介、タモト清嵐と絡んだゲストシーンは、ほぼアドリブだったとのこと）。
- 2010年11月に新国立劇場・中劇場で行われるミュージカル「絆～少年よ、大紙を抱け～ 」へ出演決定。

## 主な出演

### テレビドラマ
- Pinkの遺伝子（2005年10月 - 12月、テレビ東京） - 主演・タイチ 役  ※共演：近野成美、坂本真
- ザ・プロローグ ぬくみ～ず７完結編「北京飯店」（2008年12月26日、フジテレビ） - 咲の弟 役  ※共演：温水洋一、山崎真実
- 「あり得ない!」第10話（2010年3月17日、毎日放送） - 主演・龍二（エコレッド） 役
- タンブリング（2010年4月 - 6月、TBS） - 鶴見暁彦 役

### 映画
- 棒たおし!（2003年3月21日公開／監督：前田哲／配給：東京テアトル、パル企画） - 赤坂亨（ナッカン） 役
- かまち（2004年2月28日公開／監督：望月六郎／配給：日本ヘラルド映画） - 飯島俊 役

### バラエティ
- 新春かくし芸大会（2003年／第40回 - 2008年／第45回、フジテレビ）
- スリルな夜 イケメン合衆国（2007年7月 - 12月、フジテレビ）
- もらえるテレビ!（2009年10月 - 2010年3月、テレビ朝日）
- 東京ディズニーリゾート トレジャーハント（2008年5月 - 2010年7月、ディズニーチャンネル）

### 舞台
- ミュージカル「ZIPANGU～遥かなる道～」（2008年12月23日、名古屋・御園座／12月29日、東京・新宿コマ劇場／2009年5月1 - 2日、仙台・楽楽楽ホール（太白区文化センター）／5月29 - 31日、大阪・イオン化粧品シアターBRAVA!） - 劉邦 役
- ミュージカル「絆 -少年よ、大紙を抱け-」（2010年11月18日 - 23日、東京・新国立劇場 中劇場） - 瀬戸仁 役
- ミュージカル「絆 2011 -少年よ、大紙を抱け-」（2011年10月20日 - 25日、東京・新国立劇場 中劇場） - 瀬戸仁 役

### VISION CAST　5分ムービー
※ヴィジョンファクトリーが運営する、10メガiモーションにも対応した高画質ムービー配信携帯サイト。
- 「夏は終わらない！」全4話（監督：丹野雅仁／出演：谷内伸也（Lead）、中土居宏宜（Lead）、島村典子、原田健二）
- 「告白寸前っ!」全3話（監督：月野木隆／出演：北村悠（FLAME）、中土居宏宜（Lead）、Aki、桂亜沙美）
- 「約束のカフェ」全6話（監督：石川智徹／出演：中土居宏宜（Lead）、三浦勘一、松下幸司、苅羽悠、Kyoco、泉堅太郎）
- 「借金カノジョ2」全12話（原作脚本：あおい／監督：坂仲久恵／出演：中土居宏宜（Lead）、山本栄治（アンバランス）、滝裕可里、荻野目洋子）
- 「LAST LOVE」全6話（監督：関根義一／出演：中土居宏宜（Lead）、樋井明日香、滝裕可里）
- 「GAME」全6話（監督：尾小山良哉／出演：中土居宏宜（Lead）、滝裕可里）